# كريستوفر ويليام سميث
كريستوفر ويليام سميث (بالإنجليزية: Christopher William Smith)‏ هو شخصية أعمال أمريكي، ولد في 28 يناير 1980 في منيابولس سانت بول في الولايات المتحدة.